# Fabio Lohei
Fabio Lohei (* 12. April 2005) ist ein luxemburgischer Fußballspieler. Er ist für Eintracht Trier und die luxemburgische Nationalmannschaft aktiv.

## Karriere

### Verein
Von seinem Heimatverein FC Differdingen 03 wechselte Lohei über den RFC Union Luxemburg im Sommer 2018 zum Nachwuchsleistungszentrum des französischen Vereins FC Metz. Zum Auftakt der Saison 2022/23 kam er dort auch zu seinen ersten Einsätzen für dessen Reservemannschaft in der viertklassigen National 2.
Im Sommer 2025 wechselte er zu Eintracht Trier.

### Nationalmannschaft
Nach diversen Einsätzen in den Jugendauswahlen Luxemburgs, darunter die Teilnahme an der U-17-Europameisterschaft 2022 in Israel, debütierte Lohei als 17-Jähriger am 17. November 2022 beim Testspiel gegen Ungarn (2:2) für die luxemburgische A-Nationalmannschaft. Dort wurde er vor heimischer Kulisse in der 59. Minute für Dejvid Sinani eingewechselt. 